# Sick!
Sick! è il quarto album in studio del rapper statunitense Earl Sweatshirt, pubblicato nel 2022.

## Tracce
1. Old Friend – 1:19
2. 2010 – 2:28
3. Sick! – 1:51
4. Vision (featuring Zelooperz) – 4:14
5. Tabula Rasa (featuring Armand Hammer) – 4:11
6. Lye – 1:52
7. Lobby (interlude) – 1:12
8. God Laughs – 1:24
9. Titanic (featuring Na-Kel Smith) – 1:52
10. Fire in the Hole – 3:37